# Prayad Boonya
Prayad Boonya (tiếng Thái: ประหยัด บุญญา) là một cầu thủ bóng đá người Thái Lan đã giải nghệ.

## Sự nghiệp quốc tế
Anh là thành viên của Giải vô địch bóng đá Đông Nam Á 2012 dưới sự dẫn dắt của Winfried Schäfer.

## Danh hiệu
Ratchaburi
- Giải bóng đá hạng nhất quốc gia Thái Lan: 2012 Vô địch

## Bàn thắng quốc tế
| #  | Ngày                | Địa điểm                               | Đối thủ  | Tỉ số | Kết quả | Giải đấu |
| -- | ------------------- | -------------------------------------- | -------- | ----- | ------- | -------- |
| 1. | 8 tháng 11 năm 2012 | Sân vận động SCG, Nonthaburi, Thái Lan | Malaysia | 1–0   | 2–0     | Giao hữu |